# مارتين كامبانيا
مارتين كامبانيا (بالإسبانية: Martín Campaña)‏ هو حارس مرمى كرة قدم أوروغواياني (مواليد 29 مايو 1989). يلعب مع منتخب بلده منذ عام 2016. لعب قبل ذلك مع منتخب الأوروغواي تحت العشرين، ثم مع المنتخب الأولمبي. لعب سابقاً في نادي الباطن و نادي الرياض السعودي

## روابط خارجية
- مارتين كامبانيا على موقع الاتحاد الدولي (مؤرشف)  (الإنجليزية)
- مارتين كامبانيا على موقع إي إس بي إن إف سي (الإنجليزية)
- مارتين كامبانيا على موقع قاعدة بيانات كرة القدم.إي يو (الإنجليزية)
- مارتين كامبانيا على موقع ناشيونال فوتبول تيمز (الإنجليزية)
- مارتين كامبانيا على موقع Soccerway.com (الإنجليزية)
- مارتين كامبانيا على موقع عالم كرة القدم.نت (الإنجليزية)
- مارتين كامبانيا على موقع أوليمبيديا (الإنجليزية)
- مارتين كامبانيا على موقع AS.com (الإسبانية)